# Viticulture au Mexique

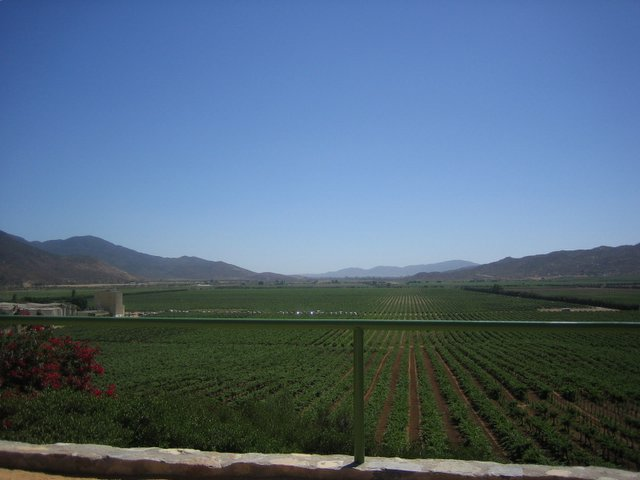
Valle de Guadalupe.

Au Mexique il y a de plus en plus de consommation locale du vin (d'habitude c'est un pays qui exporte son vin).
Il y a de nombreuses régions de production, notamment Baja California, (vallée de Guadalupe et autres).
Le cépage le plus répandu est le cabernet-sauvignon.

## Histoire de la viticulture au Mexique
Selon la légende[réf. nécessaire], Hernán Cortés et ses troupes ont rapidement implantés la culture de la vigne à la conquête de l'Empire aztèque en 1521. L'une des premières mesures de Cortés en tant que gouverneur[Quoi ?] fut celle de planter des vignes espagnoles sur l'ensemble du territoire mexicain. 
Au début de l'ère coloniale, les navires arrivant en Nouvelle-Espagne en provenance d’autres colonies espagnoles y acheminent des vignes. Les colons espagnols découvrent des cépages dans certaines régions du pays mais ces dernières ne se prêtent pas à la production de vin. Les vignes européennes, quant à elles, semblent apprécier le climat mexicain[Lequel ?] et sont plantées dans les haciendas et les monastères des régions de Puebla, Coahuila et Zacatecas. C'est en 1597 dans la région de Coahuila qu'est fondé Casa Madero, le plus ancien vignoble des Amériques. Coahuila devient ainsi la principale région productrice de vin au Mexique, exportant sa production vers la Napa Valley en Californie et vers le sud du continent américain. 
La production des vignobles du continent américain, notamment ceux présents au Mexique, concurrence et dépasse rapidement celle de l'Espagne. Aussi, Charles II interdit, en 1699, la production viticole dans les colonies espagnoles, à l'exception du vin d’Église. Cette interdiction de production ne sera levée qu'à l'Indépendance du Mexique. 
De la fin du XVIIIe jusqu'au milieu du  XIXe siècle, la plupart de la production viticole est cléricale.

## Régions viticoles
- Californie : Vallée de Gaudalupe, Los Cabos,
- Sonora,
- Coahuila, dont Vallée de parras,
- Durango,
- Zacatecas, dont Aguascalientes,
- Querétaro,
- Oriente : Puebla, Tlaxcala...

## Consommation de vin au Mexique aujourd'hui
Malgré son héritage espagnol, le Mexique n'est pas un gros consommateur de vin ; la bière et la tequila étant des alcools bien plus populaires. La consommation moyenne par habitant est de seulement deux verres par an, notamment du fait de son prix élevé (40% de taxes par bouteille). 
La consommation croît légèrement ces dernières années, notamment dans les grandes villes comme Mexico City, Monterrey, Guadalajara et Puebla. 
La plupart du vin consommé est importé depuis l'Europe, le Chili, l'Australie et la Nouvelle-Zélande. 40% de la consommation de vin au Mexique est issue de la production locale. 